# 969 Leocadia
969 Leocadia este un asteroid din centura principală, descoperit pe 5 noiembrie 1921, de Serghei Beliavski.